# Караманліди

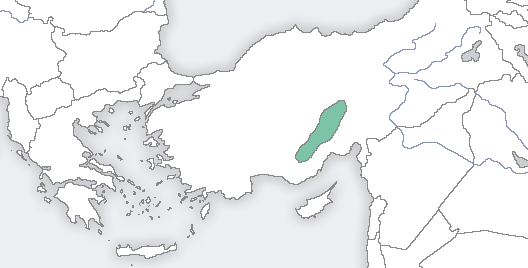
Ареал Караманлідів

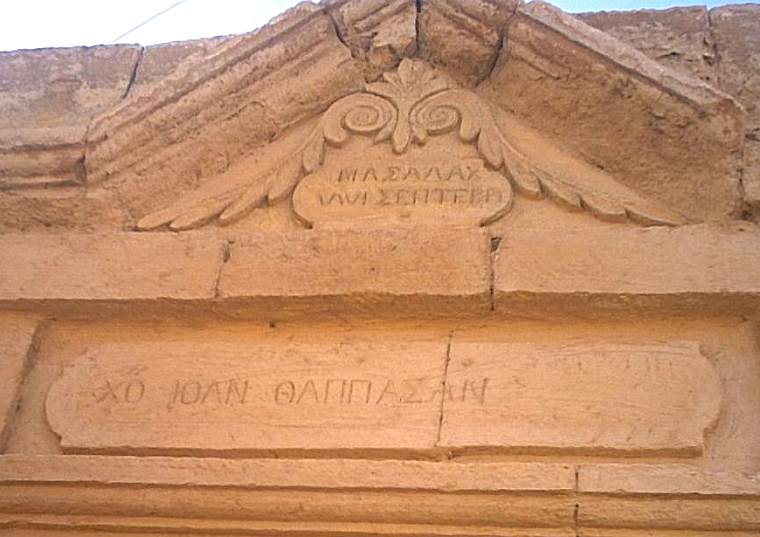
Караманлідський напис, знайдений на двері будинку в Інджесу, Туреччина

Караманлі (тур. Karamanlılar, грец. Καραμανλήδες) — тюркомовна етнічна група грецького православного віросповідання, що проживала в м. Караман і області Каппадокія в центральній Анатолії.

## Походження
Існують різні версії щодо їх походження. Згідно з однією, Караманлі — тюркізовані греки, оскільки вони сповідували православ'я та користувалися грецьким алфавітом для запису турецької мови. Однак, в їх мові замало слів, запозичених з грецької мови, що робить цю версію малоймовірною. Відповідно до іншої, караманлі — нащадки тюркських племен, що переселилися в цю область в XIII ст. внаслідок монгольської навали та перейшли у православ'я з тенгріанства. На користь цієї версії свідчать історичні джерела та спільна з іншими тюркськими народами культура, а також той факт, що мова караманлідів близька до діалекту анатолійських туркмен. Ця ж мова є мовою спілкування серед діаспори караманлі. Яскравим представником цієї етнічної групи є колишній прем'єр-міністр Греції Костас Караманліс.